# Agromyza munduleae
Agromyza munduleae är en tvåvingeart som först beskrevs av Seguy 1951.  Agromyza munduleae ingår i släktet Agromyza och familjen minerarflugor.
Artens utbredningsområde är Madagaskar. Inga underarter finns listade i Catalogue of Life.